# Ferreirinha-alpina

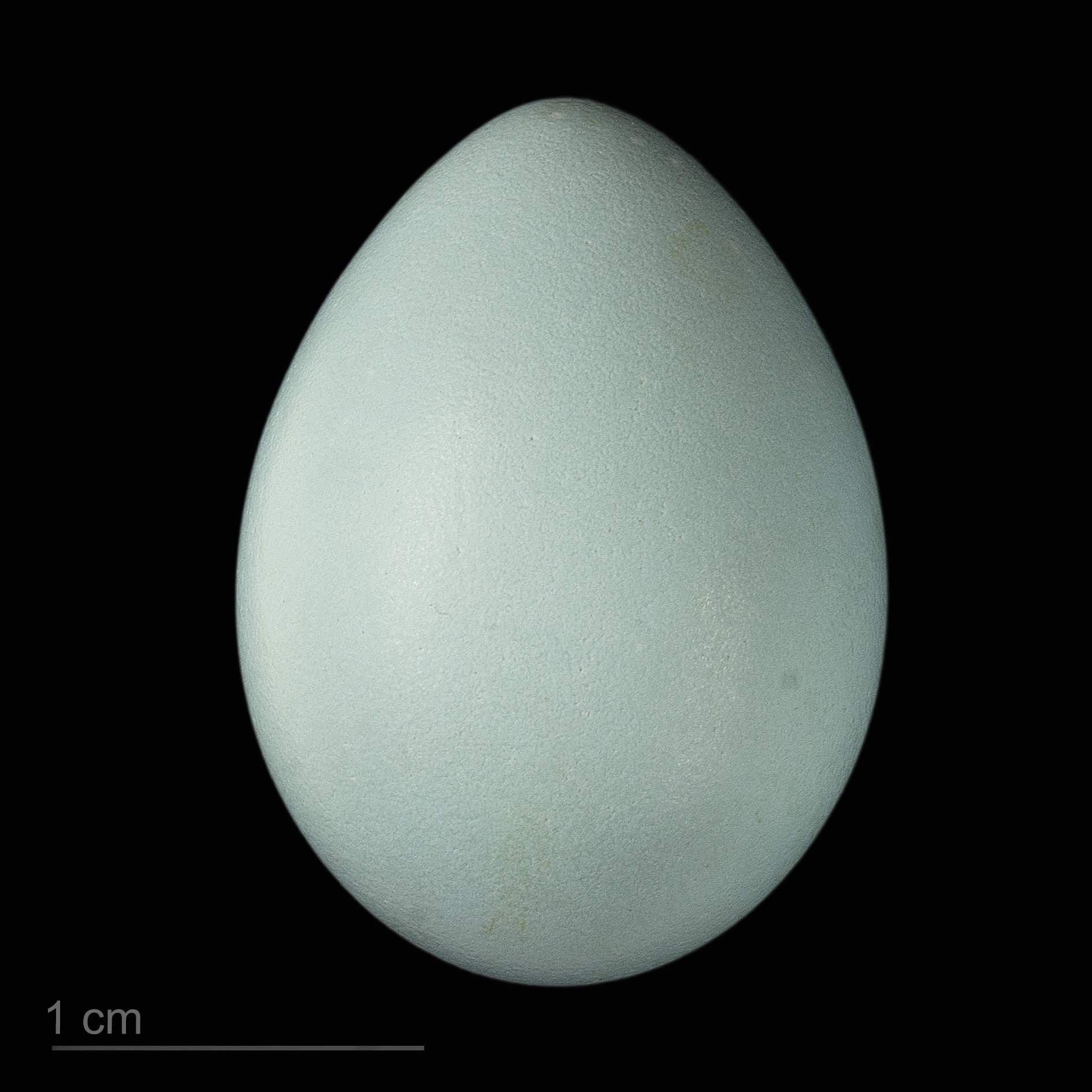
Prunella collaris collaris - MHNT

A ferreirinha-alpina (Prunella collaris) é uma ave da família Prunellidae.
Mede cerca de 16 cm de comprimento.
Nidifica unicamente em zonas montanhosas. Os seus principais núcleos de ocorrência na Europa Ocidental são: os Picos da Europa, a Serra de Gredos, os Pirenéus, os Alpes e os Apeninos. No Inverno, a ferreirinha-alpina desloca-se para altitudes mais baixas ou efectua migrações dentro da Europa.
Em Portugal a ferreirinha-alpina ocorre apenas como invernante, geralmente de Outubro a finais de Março. Frequenta principalmente locais com afloramentos rochosos, tanto em montanha como ao nível do mar. É uma ave muito confiante, que por vezes se deixa observar a 2 ou 3 metros de distância.
Não se sabe de que região são originários os indivíduos observados em Portugal.